# Bettine Jahnová
Bettine Jahnová, rozená Gärtzová (* 3. srpna 1958, Magdeburg, Sasko-Anhaltsko), je bývalá východoněmecká atletka, sprinterka, která se věnovala krátkým překážkovým běhům.

## Kariéra
V roce 1980 reprezentovala na letních olympijských hrách v Moskvě, kde doběhla ve finále v čase 12,93 s na 7. místě. O dva roky později získala stříbrnou medaili na halovém ME v Miláně a na evropském šampionátu v Athénách skončila těsně pod stupni vítězů, na 4. místě. Její finálový výkon měl hodnotu 12,55 s. Bronz vybojovala její krajanka Kerstin Knabeová a stříbro Bulharka Jordanka Donkovová, které obě proběhly cílem v čase 12,54 s.
Největší úspěchy zaznamenala v roce 1983, kdy se stala v Budapešti halovou mistryní Evropy v běhu na 60 m překážek. Trať zaběhla v tehdy novém halovém světovém rekordu 7,55 s. V letní sezóně získala v běhu na 100 m překážek zlatou medaili na prvním ročníku mistrovství světa v Helsinkách.
V roce 1985 se ji narodila dcera Franziska. O tři roky později ukončila atletickou kariéru.

### Osobní rekordy
- 60 m př. (hala) – 7,75 s – 5. března 1983, Budapešť[3] (ex-WR)
- 100 m př. (dráha) – 12,42 s – 8. června 1983, Berlín